# Semeuse lignée
Pour les articles homonymes, voir Semeuse.
Ne doit pas être confondu avec Semeuse camée.
Le type Semeuse lignée est un timbre d'usage courant français émis à partir de 1903.
Ce type de timbre est créé pour remplacer les anciens types de timbres courants : Blanc, Mouchon et Merson.

## Description
Ce type de timbre appartient à la famille plus générale des types Semeuses destinés aux envois postaux, dessinés par Oscar Roty : le motif représente une allégorie agraire, une femme appelée « La Semeuse », qui sème du grain à contre-vent. Cette allégorie était utilisée sur le revers des pièces de monnaie en argent françaises depuis 1897 (50 centimes, 1 et 2 francs).
On qualifie ce type de Semeuse de « lignée » à cause des lignes dessinées à l'arrière-plan de la figure principale ; on distingue un soleil à l'horizon, lequel fut supprimé pour les deux dernières émissions. Il existe en effet plusieurs séries, imprimées entre 1903 à 1930, puis deux timbres de Semeuse lignée modernes, émis entre 1960 à 1965. 
La gravure est assurée par Louis-Eugène Mouchon : les mentions « O. Roty » et « L. Mouchon » sont imprimés au bas du timbre, sous le motif.
Régis Messac s'interroge, en 1921, dans son bloc-notes sur cette « Semeuse qui chemine au milieu du désert en tournant le dos au soleil. Phénomène véritablement surprenant, écrit-il : du côté du soleil, notre Semeuse est plongée dans l’ombre ; c’est du côté de l’ombre qu’elle se trouve en pleine lumière… Est-ce à cause de cette étrange particularité que nous avons conservé cette absurde image ?...»
Le type Semeuse lignée a pour caractéristiques d'être toujours :
- au format de 17 × 21 mm ;
- dentelé en 14 x 13½ ;
- imprimé en typographie par feuille de 100 timbres (sauf le timbre de 15 centimes de 1903 qui fait 150 timbres par feuille).

Des différences de détail au niveau de la gravure des poinçons, reproduites sur les galvanotypes, donnent naissance, pour certaines valeurs, à des plusieurs types fixés et reconnus par les philatélistes.
Les valeurs faciales sont toutes en anciens francs ; seuls les deux timbres de 1960 au type de la Semeuse de Piel sont en nouveaux francs.

### Première grande série: émission de 1903

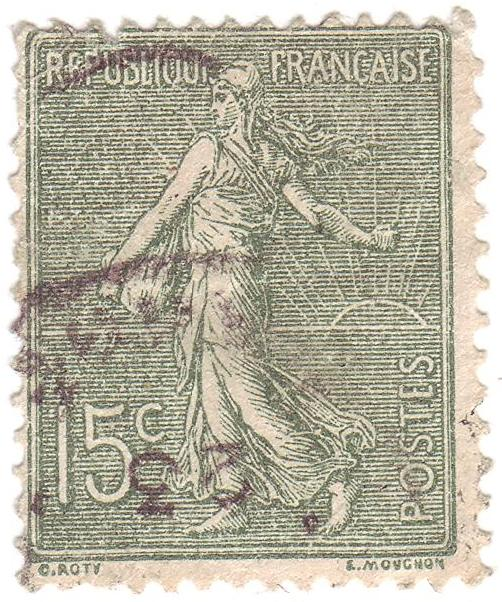
15 c vert-gris, 1903.

L'impression de cette série est faite par typographie à plat et rotative.
| Valeur faciale | Couleur    | Émission   | Retrait    | Remarques |
| -------------- | ---------- | ---------- | ---------- | --------- |
| 10 c           | rose       | 06/05/1903 |            |           |
| 15 c           | vert-gris  | 02/04/1903 |            |           |
| 20 c           | brun-lilas | 29/06/1903 | 01/12/1907 |           |
| 25 c           | bleu       | 28/04/1903 | 01/06/1907 |           |
| 30 c           | violet     | 27/06/1903 | 01/05/1907 |           |

### Deuxième grande série: émissions de 1921 à 1930

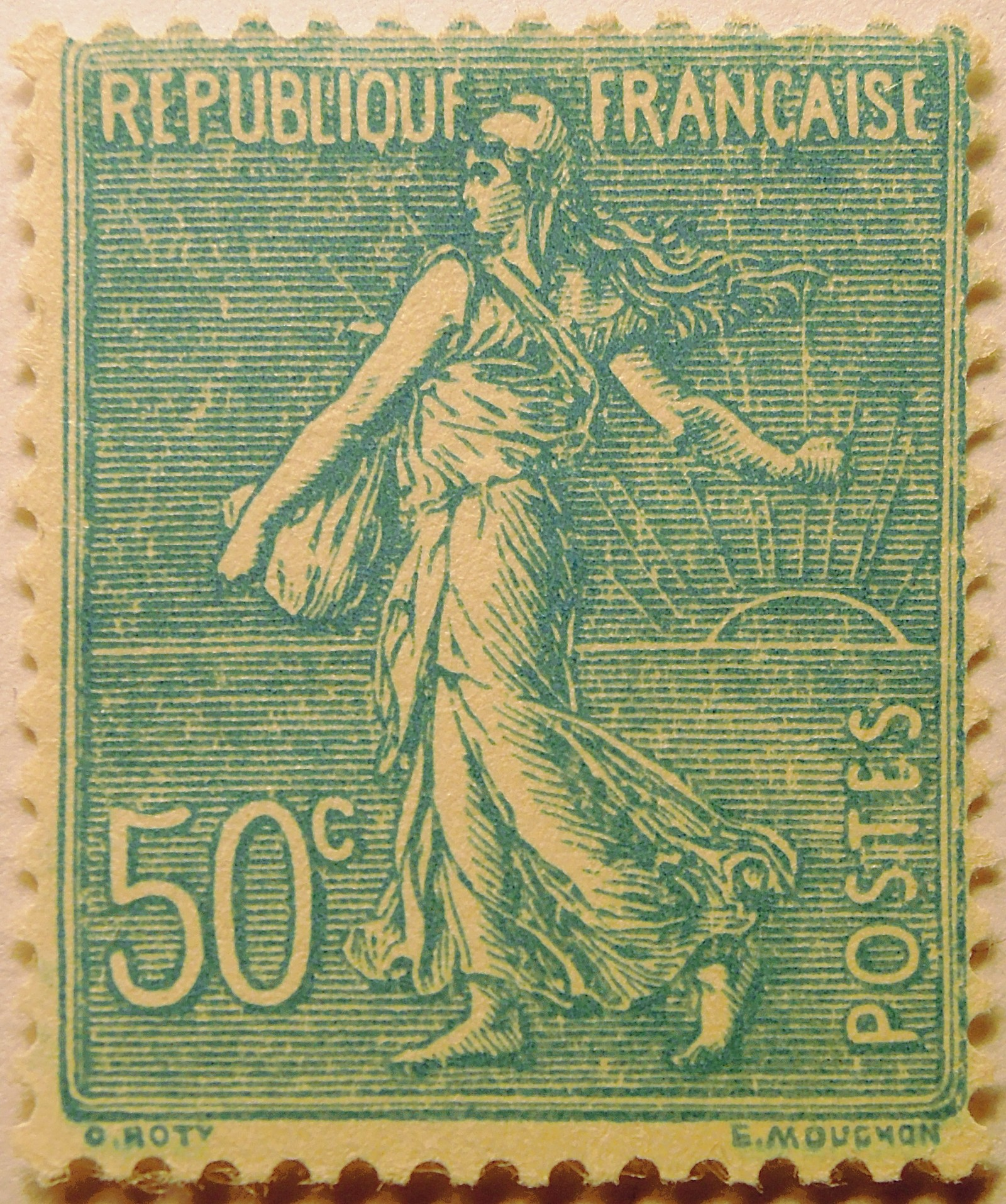
50 c bleu, 1921.

L'impression de cette grande série est en général faite par typographie à plat.

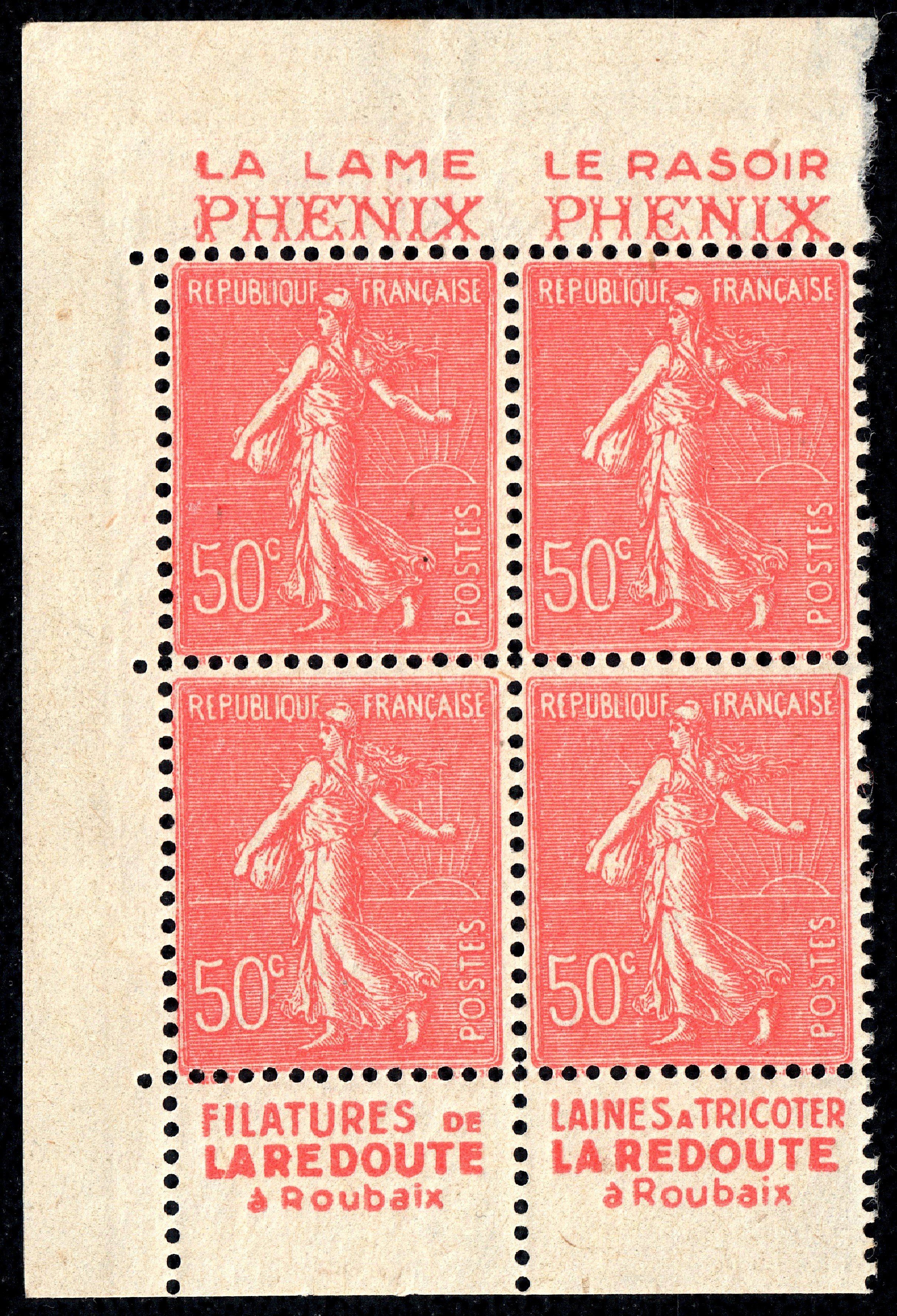
50 c rouge publicitaire, 1926.

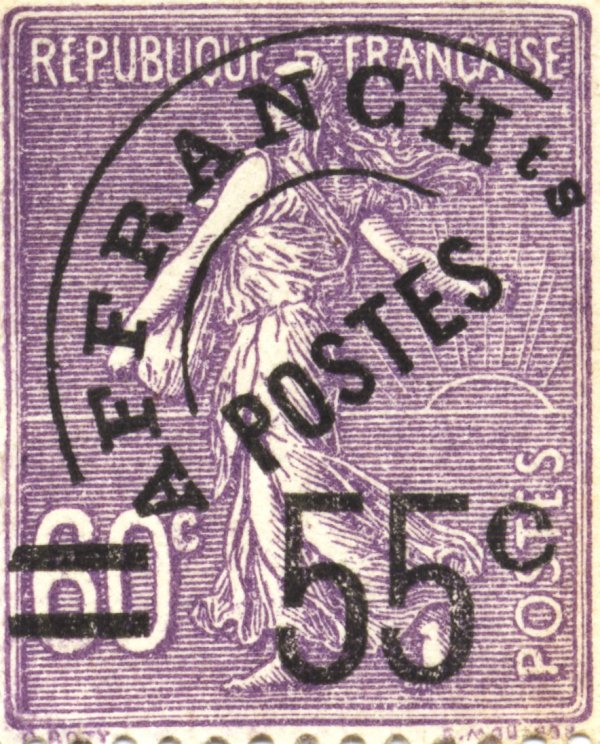
55 c sur 60 c préoblitéré, 1927.

| Valeur faciale | Couleur | Émission   | Retrait | Remarques |
| -------------- | ------- | ---------- | ------- | --------- |
| 50 c           | bleu    | 30/06/1921 |         |           |

| Valeur faciale | Couleur | Émission   | Retrait    | Remarques |
| -------------- | ------- | ---------- | ---------- | --------- |
| 60 c           | violet  | 17/06/1924 |            |           |
| 65 c           | rose    | 01/10/1924 | 17/07/1925 |           |
| 85 c           | rouge   | 01/07/1924 |            |           |

| Valeur faciale | Couleur | Émission   | Retrait    | Remarques |
| -------------- | ------- | ---------- | ---------- | --------- |
| 80 c           | rouge   | 01/11/1925 | 01/04/1926 |           |

| Valeur faciale | Couleur    | Émission   | Retrait | Remarques                                |
| -------------- | ---------- | ---------- | ------- | ---------------------------------------- |
| 45 c           | violet     | 01/11/1926 |         |                                          |
| 50 c           | vert olive | 01/08/1926 |         |                                          |
| 50 c           | rouge      | 01/09/1926 |         | nombreux carnets et bandes publicitaires |
| 75 c           | lilas-rose | 01/11/1926 |         |                                          |
| 1 F            | bleu       | 07/08/1926 |         |                                          |
| 55 c sur 60 c  | violet     | 09/08/1926 |         | préoblitéré                              |
| 65 c           | rouge      | 01/09/1926 |         | préoblitéré                              |

| Valeur faciale | Couleur    | Émission   | Retrait    | Remarques                                         |
| -------------- | ---------- | ---------- | ---------- | ------------------------------------------------- |
| 65 c           | vert olive | 01/06/1927 |            |                                                   |
| 50 c sur 80 c  | rouge      | 01/01/1927 |            | tirage : 9 000 000                                |
| 50 c sur 85 c  | rouge      | 13/02/1927 |            | tirage : 22 000 000                               |
| 50 c sur 60 c  | violet     | 11/07/1927 |            | tirage : 20 000 000                               |
| 50 c sur 65 c  | rose       | 18/08/1927 |            | tirage : 55 000 000                               |
| +25 c sur 50 c | vert-bleu  | 20/09/1927 | 30/09/1928 | surtaxe Caisse d'amortissement tirage : 4 600 000 |
| 45 c           | violet     | 01/02/1927 |            | préoblitéré                                       |
| 65 c           | olive      | 01/02/1927 |            | préoblitéré                                       |

| Valeur faciale | Couleur    | Émission   | Retrait    | Remarques                                         |
| -------------- | ---------- | ---------- | ---------- | ------------------------------------------------- |
| +25 c sur 50 c | rouge brun | 01/10/1928 | 30/09/1929 | surtaxe Caisse d'amortissement tirage : 1 460 000 |

| Valeur faciale | Couleur | Émission   | Retrait    | Remarques                      |
| -------------- | ------- | ---------- | ---------- | ------------------------------ |
| +25 c sur 50 c | lilas   | 01/10/1929 | 30/09/1930 | surtaxe Caisse d'amortissement |
| F.M. sur 50 c  | rouge   | 01/07/1929 |            | franchise militaire            |

| Valeur faciale                  | Couleur | Émission   | Retrait    | Remarques                                        |
| ------------------------------- | ------- | ---------- | ---------- | ------------------------------------------------ |
| CONGRÈS DU B.I.T. 1930 sur 50 c | rouge   | 23/04/1930 | 07/05/1930 | Bureau international du travail tirage : 600 000 |
| +25 c sur 50 c                  | brun    | 01/10/1930 | 30/09/1931 | surtaxe Caisse d'amortissement                   |

| Valeur faciale | Couleur | Émission   | Retrait    | Remarques                      |
| -------------- | ------- | ---------- | ---------- | ------------------------------ |
| +25 c sur 50 c | violet  | 01/10/1931 | 30/09/1932 | surtaxe Caisse d'amortissement |

| Valeur faciale | Couleur    | Émission   | Retrait | Remarques |
| -------------- | ---------- | ---------- | ------- | --------- |
| 75 c           | lilas-rose | 01/06/1932 |         |           |

| Valeur faciale | Couleur   | Émission   | Retrait    | Remarques |
| -------------- | --------- | ---------- | ---------- | --------- |
| 50 c           | turquoise | 15/02/1938 | 01/06/1939 |           |

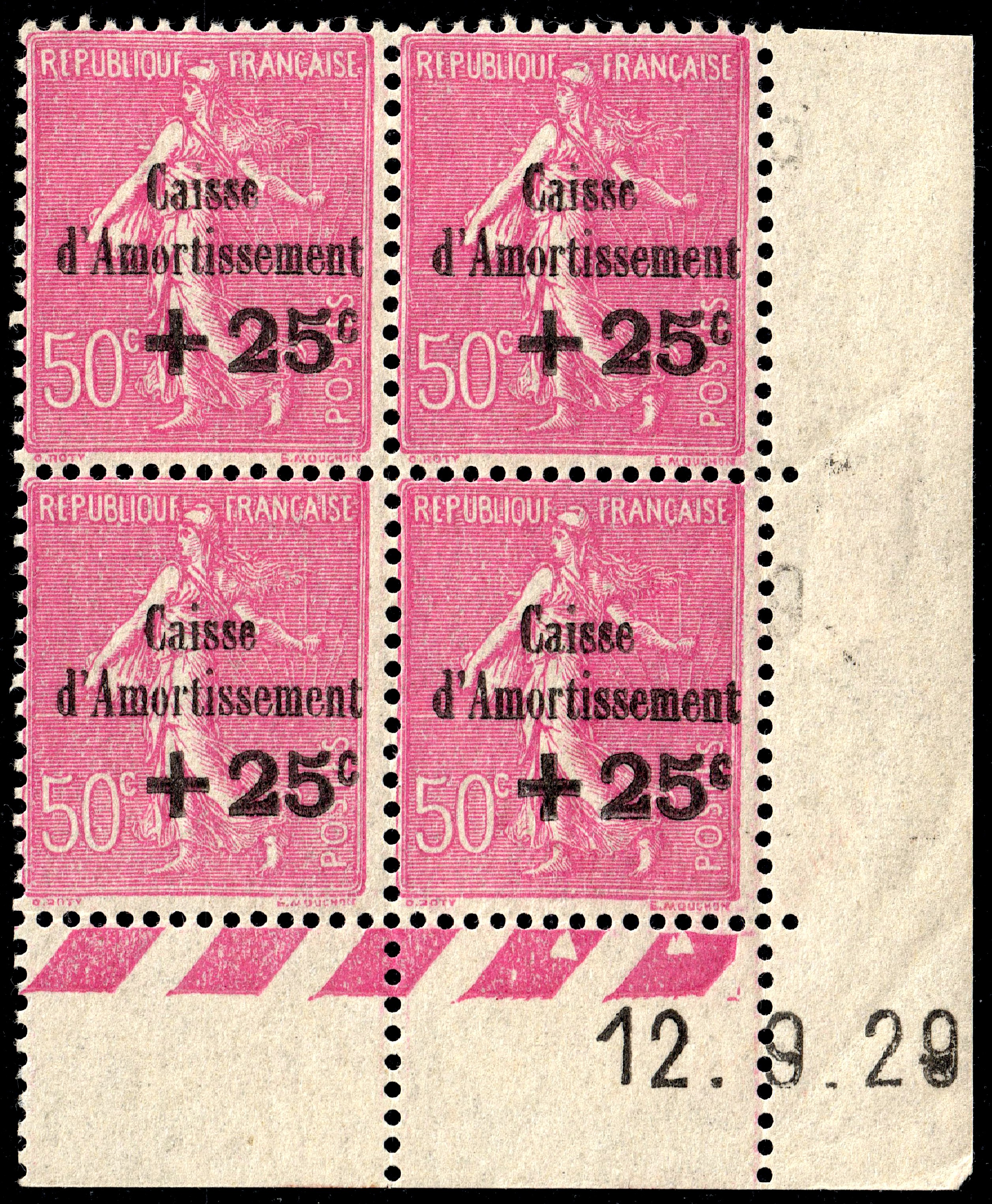
Caisse d'amortissement 1929.

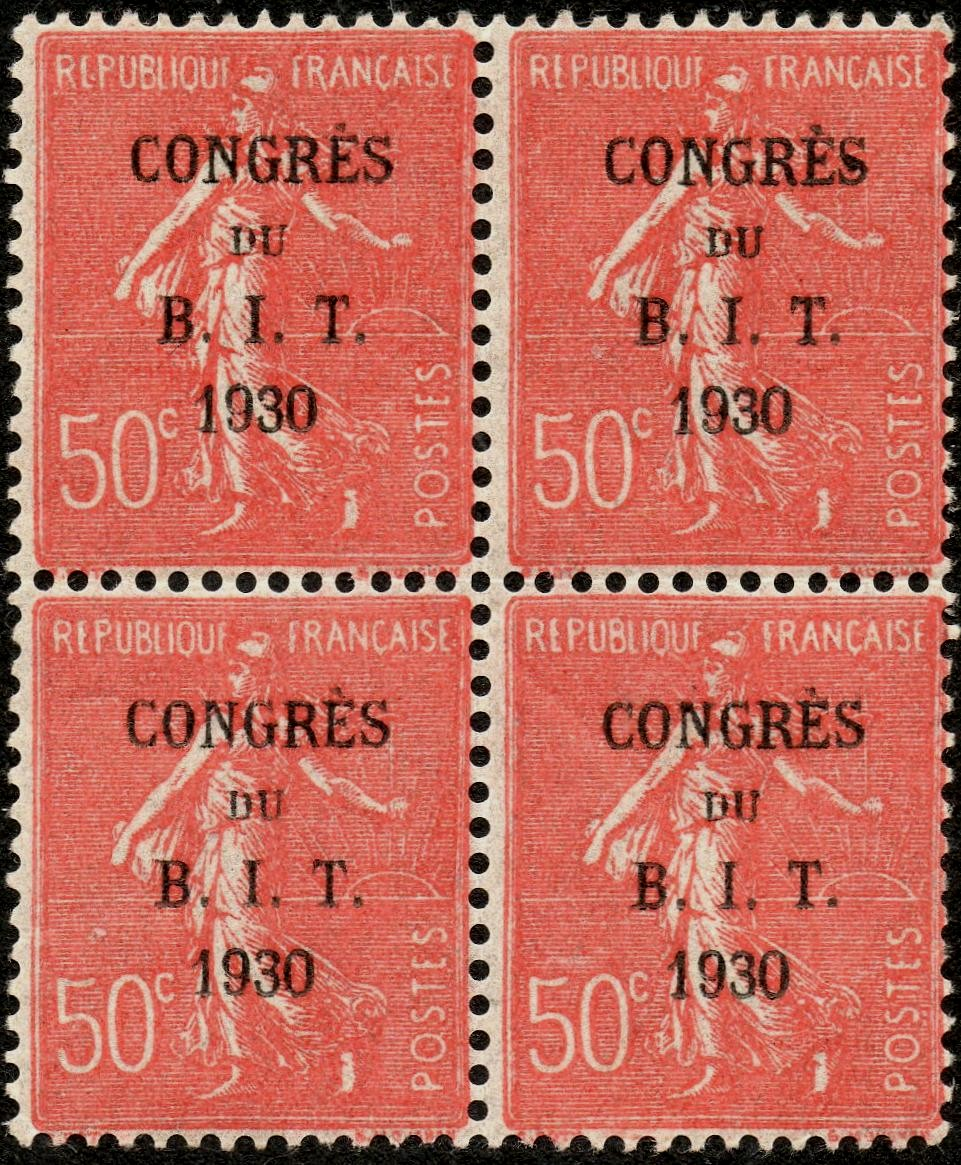
Congrès du B.I.T. 1930.

Les publicités se généralisent à partir des années 1930 et concernent uniquement les timbres vendus en gros ou sous forme de roulettes dans des distributeurs de timbres.

### Semeuse de Piel: émission de 1960-1961
Deux timbres sont émis en 1960-1961 : un timbre de 20 centimes avec la Semeuse en rose sur fond turquoise, et un timbre de 30 centimes avec la Semeuse en bleu outremer sur fond noir, ce dernier étant tiré à 14 millions d'exemplaires. Cette série est dessinée et gravée par Jules Piel mais les timbres portant le nom d'O. Roty, premier dessinateur de la Semeuse.